# Infinite (album de Deep Purple)
Pour les articles homonymes, voir Infinite (homonymie).
Albums de Deep Purple
NOW What?!
(2013) Whoosh!
(2020)
Singles
1. Time for Bedlam / Paradise Bar
Sortie : 3 février 2017
2. All I've Got Is You / Simple Folk
Sortie : 17 mars 2017

Infinite est le vingtième album studio du groupe rock britannique Deep Purple, paru le 7 avril 2017. Comme leur précédent album, Now What?!, il est produit par Bob Ezrin.

## Écriture et enregistrement
Le producteur de l'album est Bob Ezrin, notamment reconnu pour avoir travaillé avec des groupes et musiciens prestigieux comme Kiss, Alice Cooper, Lou Reed, Pink Floyd, David Gilmour ou encore Peter Gabriel. Il travaille avec Deep Purple pour la deuxième fois, après l'album à succès Now What?!, sorti en 2013.
À propos de l'écriture de l'album, le chanteur Ian Gillan déclare : « Deep Purple est avant tout un groupe instrumental [...]. » Il explique qu'afin d'écrire l'album, le groupe joue tous les jours en studio, le bassiste (Roger Glover) et lui écoutent et remarquent les morceaux qui pourraient ensuite donner une chanson sur l'album. Ils travaillent ensuite sur l'arrangement et le développement des chansons. Après seulement vient l'écriture des paroles, Gillan expliquant qu'il est inutile de commencer à écrire une mélodie sur quelque chose qui peut encore changer dans quelques heures.
L'album a été enregistré principalement à Nashville, Tenessee, en février 2016.

## Publication
L'artwork est dévoilé au public le 14 décembre 2016, en même temps que le titre Time for Bedlam est publié sur YouTube, et Spotify. C'est aussi le premier titre sur la setlist des concerts de la tournée promotionnelle de l'album, en 2017.
L'EP Time for Bedlam comprenant des titres non présents sur l'album sort le 3 février 2017. L'EP All I Got is You sort le 10 mars 2017, puis l'album est publié le 7 avril 2017 chez ear Music. Un autre EP, Johnny's Band, sort enfin le 4 août 2017.
Une édition de l'album contient un DVD avec le documentaire From Here to Infinite, portant sur la genèse de l'album et son enregistrement. On y retrouve les explications de Ian Gillan mentionnées plus haut.

## Tournée
La tournée promotionnelle de l'album,The Long Goodbye Tour (en) débute en mars 2017 et s'achève en octobre 2018. Cinq titres de l'album sont interprétés en concert : Time For Bedlam, All I Got Is You, The Surprising, Johnny's Band et Birds of Prey. La chanson Hip Boots a été jouée pendant quelques dates en 2015.

## Titres
Tous les titres ont été écrits et composés par Don Airey, Ian Gillan, Roger Glover, Steve Morse, Ian Paice et Bob Ezrin, sauf Roadhouse Blues (The Doors) par John Densmore, Robbie Krieger, Ray Manzarek et Jim Morrison.
| Infinite | Infinite            | Infinite | Infinite | Infinite | Infinite | Infinite | Infinite | Infinite | Infinite |
| No       | Titre               | Durée    |          |          |          |          |          |          |          |
| -------- | ------------------- | -------- | -------- | -------- | -------- | -------- | -------- | -------- | -------- |
| 1.       | Time For Bedlam     | 4:35     |          |          |          |          |          |          |          |
| 2.       | Hip Boots           | 3:23     |          |          |          |          |          |          |          |
| 3.       | All I Got Is You    | 4:42     |          |          |          |          |          |          |          |
| 4.       | One Night in Vegas  | 3:23     |          |          |          |          |          |          |          |
| 5.       | Get Me Outta Here   | 3:58     |          |          |          |          |          |          |          |
| 6.       | The Surprising      | 5:57     |          |          |          |          |          |          |          |
| 7.       | Johnny's Band       | 3:51     |          |          |          |          |          |          |          |
| 8.       | On Top of the World | 4:01     |          |          |          |          |          |          |          |
| 9.       | Birds of Prey       | 5:47     |          |          |          |          |          |          |          |
| 10.      | Roadhouse Blues     | 6:01     |          |          |          |          |          |          |          |
| 45:43    |                     |          |          |          |          |          |          |          |          |

| 1. | From Here to Infinite | 96:13 |

### EP
| 1. | Time For Bedlam                     | 4:37 |
| 2. | Paradise Bar                        | 4:11 |
| 3. | Uncommon Man (Instrumental version) | 6:59 |
| 4. | Hip Boots                           | 4:00 |

| 1. | All I Got Is You (Album version)                              | 4:42 |
| 2. | Simple Folk (An Solo Guitar Improvisation By Steve Morse)     | 1:16 |
| 3. | Above And Beyond (Previously Unreleased Instrumental Version) | 5:30 |
| 4. | Time For Bedlam (First Take From The Album Recordings)        | 3:38 |
| 5. | Highway Star (Previously Unreleased Live Version)             | 6:09 |

| 1. | Johnny's Band (Album version)                              | 3:51 |
| 2. | In & Out Jam (Rehearsal Recording By Roger Glover)         | 3:22 |
| 3. | Strange Kind Of Woman (Previously Unreleased Live Version) | 5:48 |
| 4. | The Mule (Previously Unreleased Live Version)              | 5:48 |
| 5. | Hell To Pay (Previously Unreleased Live Version)           | 5:15 |

## Musiciens
- Ian Gillan : chant, harmonica
- Steve Morse : guitare
- Roger Glover : basse
- Don Airey : claviers
- Ian Paice : batterie

### Musiciens additionnels
- Bob Ezrin : claviers additionnels, percussions, chœurs
- Tommy Denander : guitare additionnelle sur On Top Of The World

## Production
- Bob Ezrin : production, mixage
- Justin Cortelyou : mixage